# Catasto alberi
Un catasto alberi o censimento è un elenco tramite il quale vengono gestiti gli alberi di una città o di una strada. 
Le funzioni svolte dagli inventari del verde urbano sono diverse e raggruppabili in tre categorie principali:
- patrimoniali;
- gestionali[1];
- ambientali.

Le esigenze legate alla funzione ambientale sono emerse alla fine degli anni novanta del XX secolo con il crescente interesse verso la gestione delle risorse ambientali e della gestione sostenibile. 
Se le risorse censite sono collegate ad un sistema SIT (Sistema informativo territoriale) è evidente la potenzialità dello strumento per la verifica delle caratteristiche ecologiche funzionali del territorio.
L'elenco può essere gestito tramite schede su carta oppure sistemi informatici. Tutti gli alberi contenuti ottengono un numero univoco, tramite il quale possono essere contraddistinti, sul territorio, in specifici ambiti o località. Quando il catasto alberi informatico è accoppiato ad un SIT è possibile ottenere la visualizzazione della posizione sulla cartografia tecnica digitale e, mediante appositi applicativi (disponibili anche nelle versioni "open source"), su pagine Web (web-GIS) .
Nel catasto alberi vengono raccolti i tipicamente seguenti dati
- denominazione / identificazione dell'albero (ad esempio numero, eventualmente con RFID)
- struttura associata ("Fa parte del parco nn")
- posizione esatta (coordinate degli alberi)
- genere/specie
- anno di impianto
- altezza
- diametro tronco
- diametro chioma
- stato della pianta (stima di vitalità)
- disposizione per parassiti
- stato (ad esempio Monumento naturale)
- fotografia dell'albero
- storico delle cure applicate
- costi delle misure di cura
- valutazione delle condizioni di stabilità
- competenza, "Proprietario" (Comune, Provincia, privato, etc.)
- competenza dei controlli, "Proprietario" (ad esempio terzi incaricati)
- data dell'ultimo controllo
- data, risp. mese/anno del prossimo controllo

Siccome il proprietario dell'albero (comune, gestione parchi, privato, etc.) è anche responsabile della sua sicurezza, i catasti alberi sono strumenti che aiutano la gestione.
Catasti alberi moderni si appoggiano spesso su computer palmari, con i quali possono essere registrati i controlli degli alberi. Oltre alla documentazione necessaria ai fini assicurativi, i catasti alberi possono essere usati anche per constatare interventi curativi necessari in zone abitate, oltre che ad appaltarli e documentarli. 
Vedi anche Arboricoltura
Riccardo Antonaroli. Censimento della vegetazione del Comune di Sassuolo: primi risultati. Genio Rurale nº9, 1998.(http://www.reteimprese.it/arts_A10690B16872)
Riccardo Antonaroli. Censimento informatizzato degli alberi in ambiente urbano. L’esperienza del Comune di Sassuolo. Sherwood, VI, 2000, nº 55: 15-19.